# Haliclystus sinensis
Haliclystus sinensis är en nässeldjursart som beskrevs av Ling 1937. Haliclystus sinensis ingår i släktet Haliclystus och familjen Lucernariidae. Inga underarter finns listade i Catalogue of Life.